# Турбулентность ясного неба

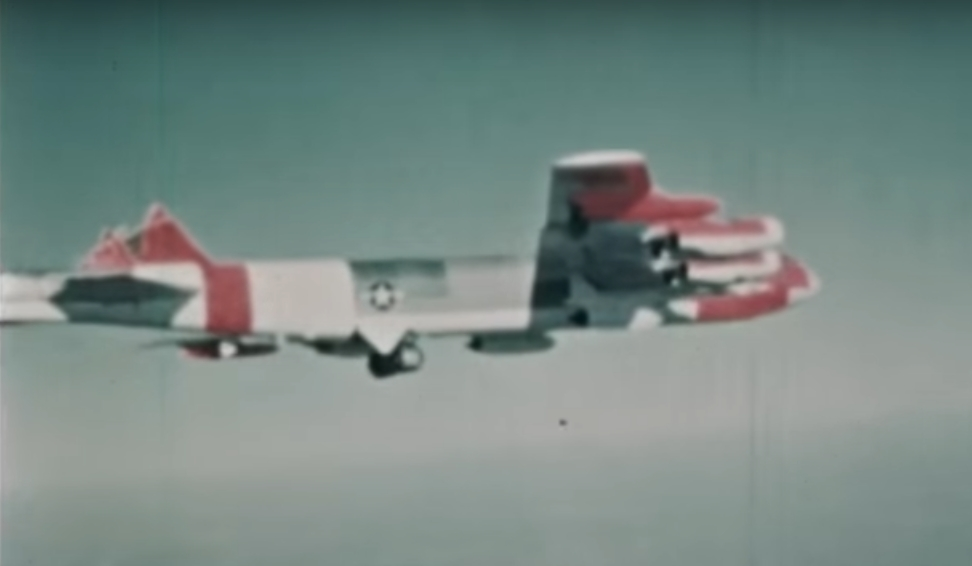
Boeing B-52 Stratofortress столкнулся с ТЯН и потерял киль. Экипажу удалось благополучно приземлиться в Арканзасе.

Турбуле́нтность я́сного не́ба (ТЯН) (турбулентность в ясном небе, жаргонизм в речи пилотов — «болтанка в чистом небе», в метеорологической документации — англ. Clear-air turbulence) — один из основных видов атмосферной турбулентности в авиации.

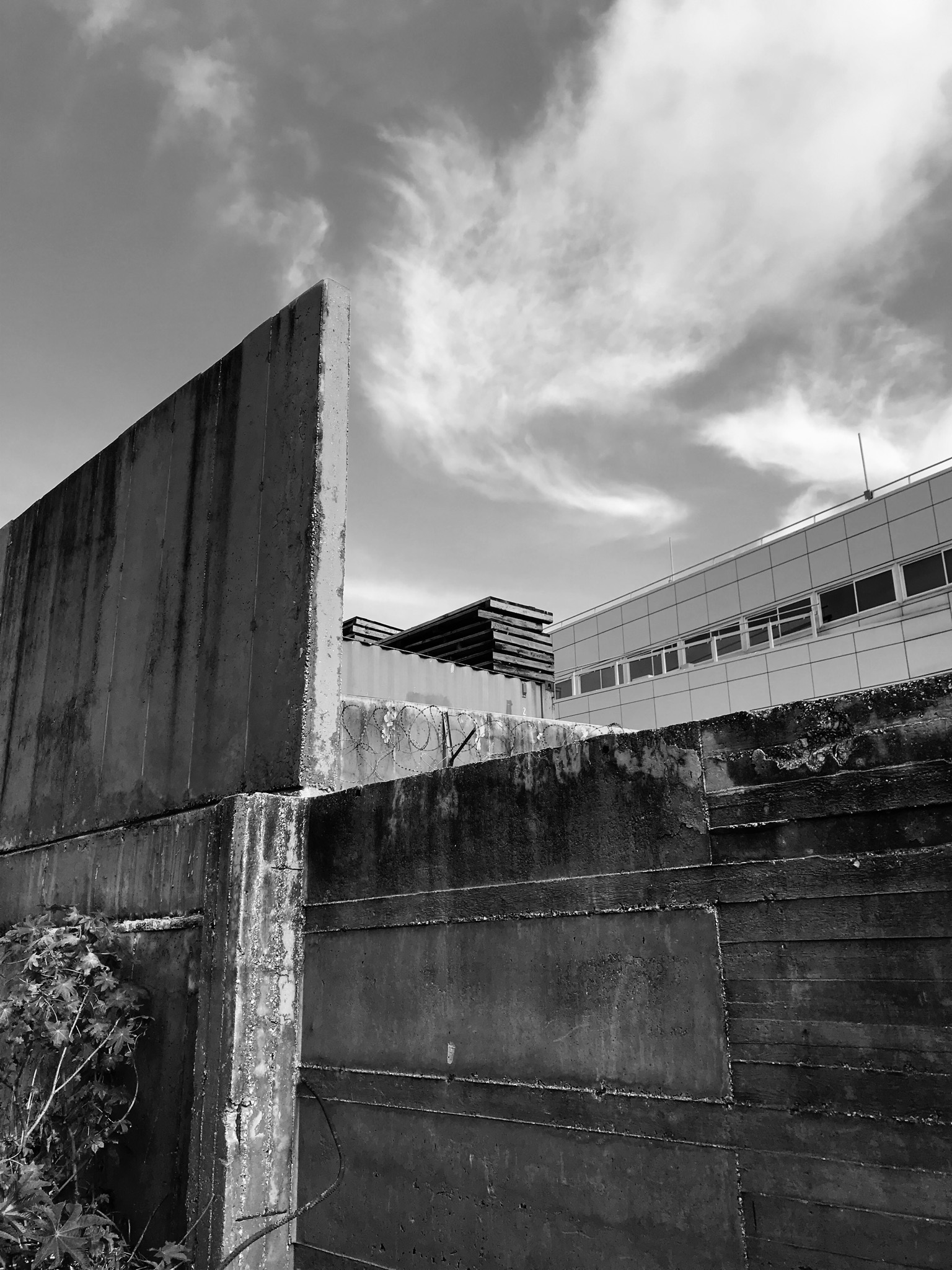
Турбулентность воздуха

## Описание
Турбулентность ясного неба, в отличие от других видов атмосферной турбулентности, не сопровождается значительной облачностью, а наблюдается при ясном небе или небольшом количестве облаков верхнего яруса, при этом явные признаки турбулентности отсутствуют, поэтому её очень сложно обнаружить заранее — как визуально, так и с помощью радара.

## Прогноз ТЯН
Прогноз турбулентности ясного неба очень важен, так как ТЯН, как и любая другая атмосферная турбулентность, оказывает сильное, а иногда и катастрофическое воздействие на летательные аппараты. Такой прогноз затруднён по причине перемежаемости, резкой локализации в окружающем потоке, большой изменчивости размеров и продолжительности жизни явления. Эти особенности затрудняют не только прогноз, но и само исследование данного вида турбулентности. Ввиду отсутствия возможности визуально либо с помощью радара наблюдать турбулентность ясного неба непосредственно, её прогноз сводится к обнаружению косвенных признаков повышенной вероятности наличия зон турбулентности.
Случаи попадания самолётов в зоны ТЯН в российской авиации стали фиксироваться начиная со второй половины 1950-х годов, подробно изучаться проблематика ТЯН в СССР стала с 1960-х годов.

## Происшествия
- 17 марта 1960 года турбовинтовой пассажирский самолёт Lockheed L-188 Electra потерпел катастрофу под городом Каннелтоном. Как установила комиссия, одной из причин катастрофы была сильная турбулентность ясного неба[17]. Изначально прогнозы погоды в регионе исключали вероятность турбулентности ясного неба.
- Гибель Боинга 707 на горе Фудзи в Японии, случившаяся 5 марта 1966 года. ТЯН вблизи горы была настолько сильной, что превысила допустимые нагрузки на конструкции самолёта, и он разрушился в воздухе при абсолютно ясной погоде.
- 6 августа 1966 года авиалайнер BAC 1-11 авиакомпании Braniff International Airways при попытке обойти грозовой фронт попал в зону турбулентности ясного неба и потерпел катастрофу в небе над штатом Небраска, США.
- 2 декабря 1968 года самолёт Fairchild F-27B авиакомпании Wien Consolidated Airlines[англ.] потерпел катастрофу на Аляске, возможно, из-за турбулентности ясного неба. С сильной турбулентностью ясного неба в районе катастрофы столкнулись и другие самолёты, в том числе участвовавшие в поисковой операции.
- 28 декабря 1997 года Boeing 747-122 попал в турбулентность ясного неба. Самолёт развернулся и благополучно приземлился в аэропорту вылета, но одна пассажирка скончалась.
- 12 ноября 2001 года Airbus A300 потерпел катастрофу из-за турбулентности при ясном небе[15], возникшей из-за спутного следа другого самолёта.
- 1 мая 2017 года Boeing 777 авиакомпании «Аэрофлот — Российские авиалинии», совершая рейс SU270[18] из Москвы в Бангкок (Таиланд), попал в зону ТЯН, пострадало 27 человек[12][19]. Самолёт благополучно долетел до пункта назначения.